# Хон Андони Гојкоечеа
Хон Андони Гојкоечеа (21. октобар 1965) бивши је шпански фудбалер.

## Каријера
Током каријере је играо за Осасуна, Барселона, Реал Сосиједад, Атлетик Билбао и Јокохаму маринос.

## Репрезентација
За репрезентацију Шпаније дебитовао је 1990. године. Наступао је на Светском првенству (1994). За тај тим је одиграо 36 утакмица и постигао 4 гола.

## Статистика
| Шпанија | Шпанија | Шпанија |
| Година  | Наступи | Голови  |
| ------- | ------- | ------- |
| 1990.   | 4       | 0       |
| 1991.   | 5       | 0       |
| 1992.   | 5       | 0       |
| 1993.   | 5       | 0       |
| 1994.   | 11      | 3       |
| 1995.   | 5       | 1       |
| 1996.   | 1       | 0       |
| Укупно  | 36      | 4       |